# Antoinette de Boer

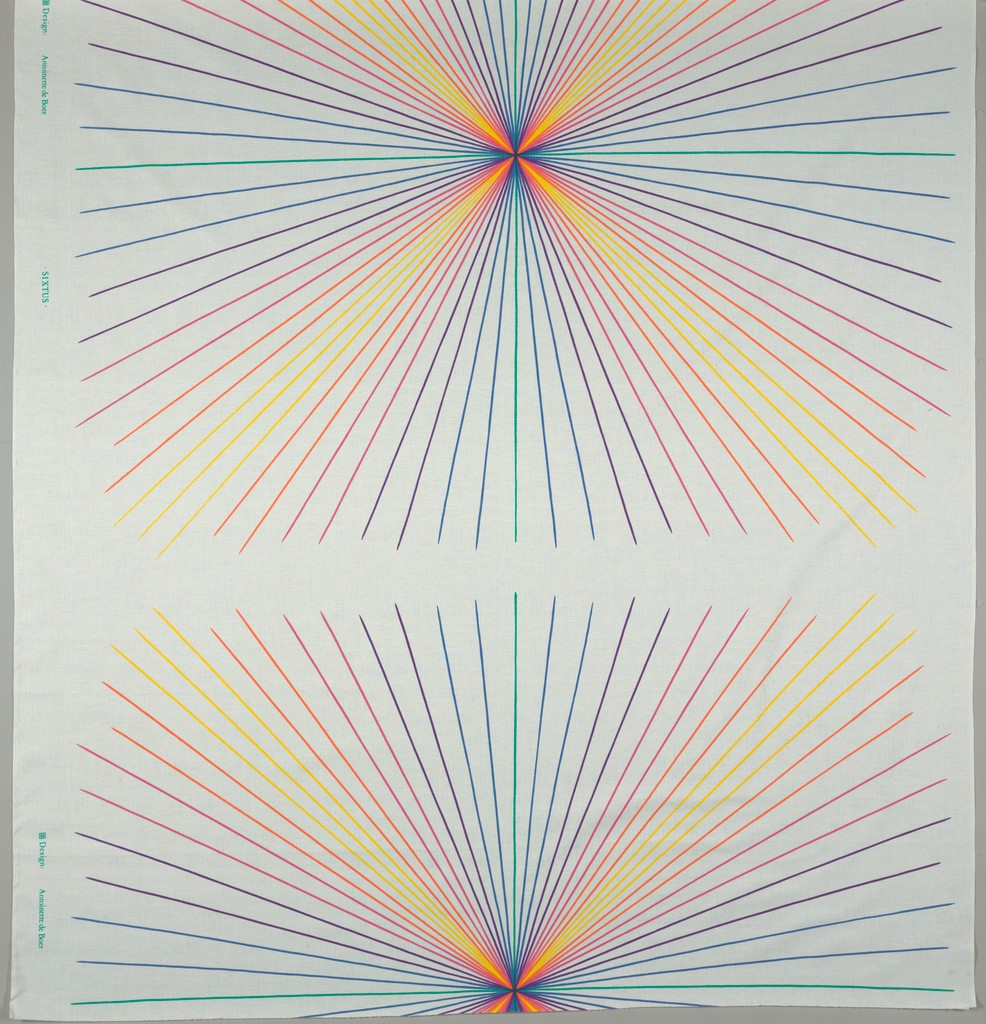
Antoinette de Boer: Baumwolldruckstoff Sixtus, 1980 für die Stuttgarter Gardinenfabrik

Antoinette de Boer (* 1939 in Oldenburg) ist eine deutsche Textil- und Produktdesignerin.

## Wirken
De Boer studierte von 1957 bis 1961 Textildesign an der Hochschule für bildende Künste Hamburg bei Margret Hildebrand. Ab 1962 gestaltete sie neben ihrer Lehrerin Textilien für die Stuttgarter Gardinenfabrik, ab 1963 leitete sie in deren Nachfolge das Entwurfsatelier. 1975 wurde Antoinette de Boer zur künstlerischen Leiterin ernannt. Die Produkte – Vorhangstoffe und Möbelstoffe – erreichten hohe Verkaufszahlen und wurden für ihr Design prämiert. 1973 gründete de Boer außerdem die Firma De Boer Design und gestaltete neben Teppichen und Haustextilien auch Porzellan.

“De Boers’ designs represent a confident abstraction that is at once rhythmically stimulating yet highly controlled.”

„De Boers' Entwürfe stehen für eine selbstbewusste Abstraktion, die gleichzeitig rhythmisch anregend und sehr kontrolliert ist.“

## Preise und Auszeichnungen
- 1965: Goldmedaille der International Textil Exposition, Sacramento, California, für Stoff-Entwurf „Olivia“
- 1968: 3. Preis Rosenthal‐Studio‐Preis, für einen Teppichentwurf
- 1973: Auszeichnung bei der 5. Biennale Ljubljana[3]
- 1978: Auszeichnungen von Design Center Stuttgart und Haus Industrieform, für Dekostoffe
- 1980: International Forum Design Award, für Vertikaljalousien[5]
- 1982: 1. Preis, Roscoe Award, New York, für Entwurf von Möbelbezugsstoff „Dardanells“
- 1986: Bundespreis Gute Form für Textilentwurf „Akaba“[3]
- 1990: Auszeichnung „Hohe Designqualität“ von Haus Industrieform, für Vertikal-Jalousie
- 1993: Preis für „Höchste Designqualität“ von Design Zentrum Nordrhein-Westfalen für transparenten Dekostoff
- 1994: Auszeichnung „Hohe Designqualität“ von Design Zentrum Nordrhein-Westfalen, für bedruckte Bettwäsche „Futura“
- 1995: Goldmedaille vom Deutschen Designer Club, für Dekostoff „Halim“

## Arbeiten in öffentlichen Sammlungen
- Museum für Angewandte Kunst, Köln
- Die Neue Sammlung, München
- Philadelphia Museum of Art
- Roemer‐ und Pelizaeus‐Museum, Hildesheim
- Stedelijk Museum, Amsterdam[3]
- Minneapolis Institute of Art, Minnesota[6]
- Cooper Hewitt, Smithsonian Design Museum, New York

## Veröffentlichungen
- Antoinette de Boer. Und das Atelier. And our Studio. Et l'Atelier, Einbandtitel: Stuttgarter Gardinen, Herrenberg 1975.